# Dallas (automobile)
Pour les articles homonymes, voir Dallas (homonymie).
La Dallas est une petite voiture décapotable française conçue par Jean-Claude Hrubon (1938-2016) au début des années 1980.

## Description et historique
Dans sa première version, la Dallas est construite de façon artisanale à Neuilly-sur-Seine, sur un châssis plateforme de Renault 4, raccourci de 47 cm et équipé du moteur de la Renault 4 GTL, d'une cylindrée de 1 108 cm3 développant 34 ch. Sa carrosserie est dessinée dans l'esprit de la Willys MB militaire américaine, dite « Jeep », avec des proportions qui lui sont propres (plus petite). La Dallas est baptisée en décembre 1981, puis présentée au Salon de l'Automobile de Paris 1982, porte de Versailles. Elle est commercialisée essentiellement en deux roues motrices avant, un modèle 4 × 4 (transmission Sinpar) sera également au catalogue.
En 1983, Jean-François Grandin, alias Frank Alamo, fils de l’industriel fondateur des télévisions Grandin, rachète l’usine, et en deux ans, les « Automobiles Grandin » deviendront le troisième constructeur français après Renault et PSA.
De 1981 à 1984, la Dallas dispose d’une carrosserie tout acier et à partir de 1984 la coque est en polyester avec une ligne moins typée « armée ».
En 1987, la Dallas se métamorphose : elle adopte un nouveau châssis plateforme galvanisé à chaud, une carrosserie en polyester et s’équipe d’une motorisation PSA, faisant d’elle un véhicule sans aucun problème de corrosion et de fiabilité. C’est le moteur XY8, bloc entièrement en aluminium de 1 360 cm3 qui l’équipe. Ce moteur avec un double carburateur simple corps Weber 35IBSH est celui qui équipait à l'origine la Peugeot 104 ZS et les premières Peugeot 205 XS, XT et GT. La boîte de vitesses latérale est intégrée au bloc moteur transversal, le graissage est commun aux deux et lorsqu'on vidange le moteur on vidange donc la boîte en même temps. Ce moteur dispose d'une distribution par chaîne.
En 1988, la Dallas adopte la série de moteurs TU de conception plus moderne et issus de la Citroën AX : le TU3S à carburateur Solex 32-34Z à double corps de la 205 XS développant 85 chevaux. La distribution se fait dorénavant par courroie crantée. La cylindrée est exactement la même, la consommation baisse très légèrement.
En 1993, la Dallas est re-stylée et adopte le moteur essence TU3M/Z et le Diesel XUD7 toujours issus de PSA. Le châssis plate forme passe de 3 à 3,10 mètres et sa carrosserie s’arrondit. Le TU3M/Z, de même cylindrée que son prédécesseur, 1 360 cm3, perd 10 chevaux et passe à 75 ch en adoptant l’injection. Le XUD7, d’une cylindrée de 1 700 cm3, développant 59 ch est un moteur fiable, économique et assez nerveux quand on le sollicite un peu, ses « petits » 60 chevaux suffisent amplement[non neutre] à la Dallas.
Une version pick-up voit aussi le jour avec, au choix, un châssis de 3,30 m ou 3,50 m, mais seulement en version Diesel.
En 1996, Frank Alamo revend son entreprise. 
En 1998, la production de la Dallas cesse. À la liquidation de l’usine, les dernières Dallas seront vendues par lot aux enchères. Un peu moins de 5 000 exemplaires de cette auto auront été construits de 1981 à 1998,.